# Phare de Sa Mola
Le Phare de Sa Mola est un phare situé sur la péninsule de Sa Mola qui domine l'entrée du port d' Andratx et à l'ouest de l'île de Majorque, dans l'archipel des Îles Baléares (Espagne).
Il est géré par l'autorité portuaire des îles Baléares (Autoridad Portuaria de Baleares) au port d'Alcúdia.

## Histoire
Ce phare a été mis en service en 1974 sur Cabo de La mola, à environ 3 km au sud-ouest du port d'Andratx. C'est une tour cylindrique, avec une lanterne rouge, sur un local d'équipement carré d'un seul étage. La station est peinte en blanc et la tour a des bandes noires horizontales.C'est un phare automatique alimenté à l'énergie solaire.
Identifiant : ARLHS : BAL-019 ; ES-35170 - Amirauté : E0288 - NGA : 5044 .